# 拉拉姆卡瓦山
18°1′S 69°5′W / 18.017°S 69.083°W

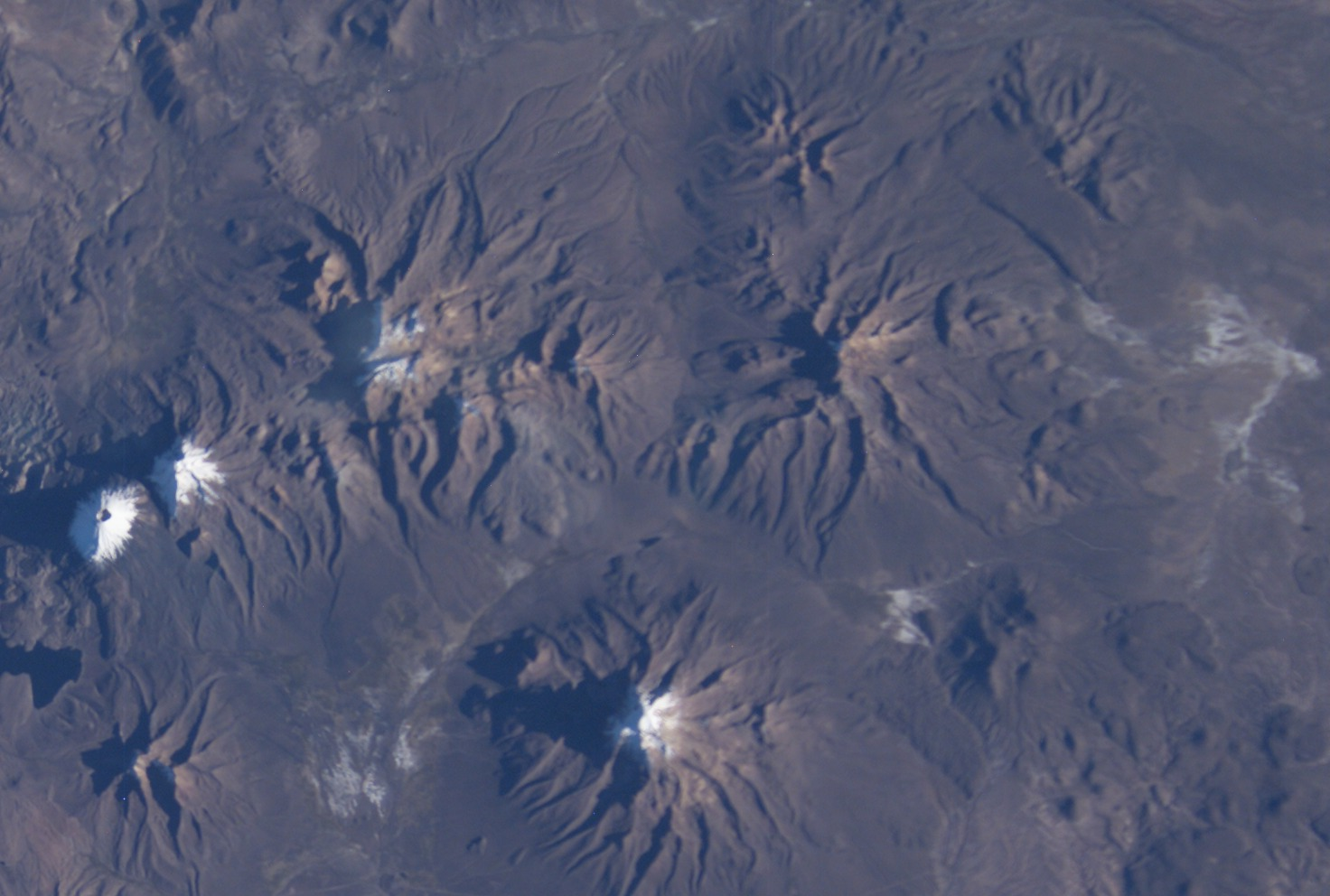

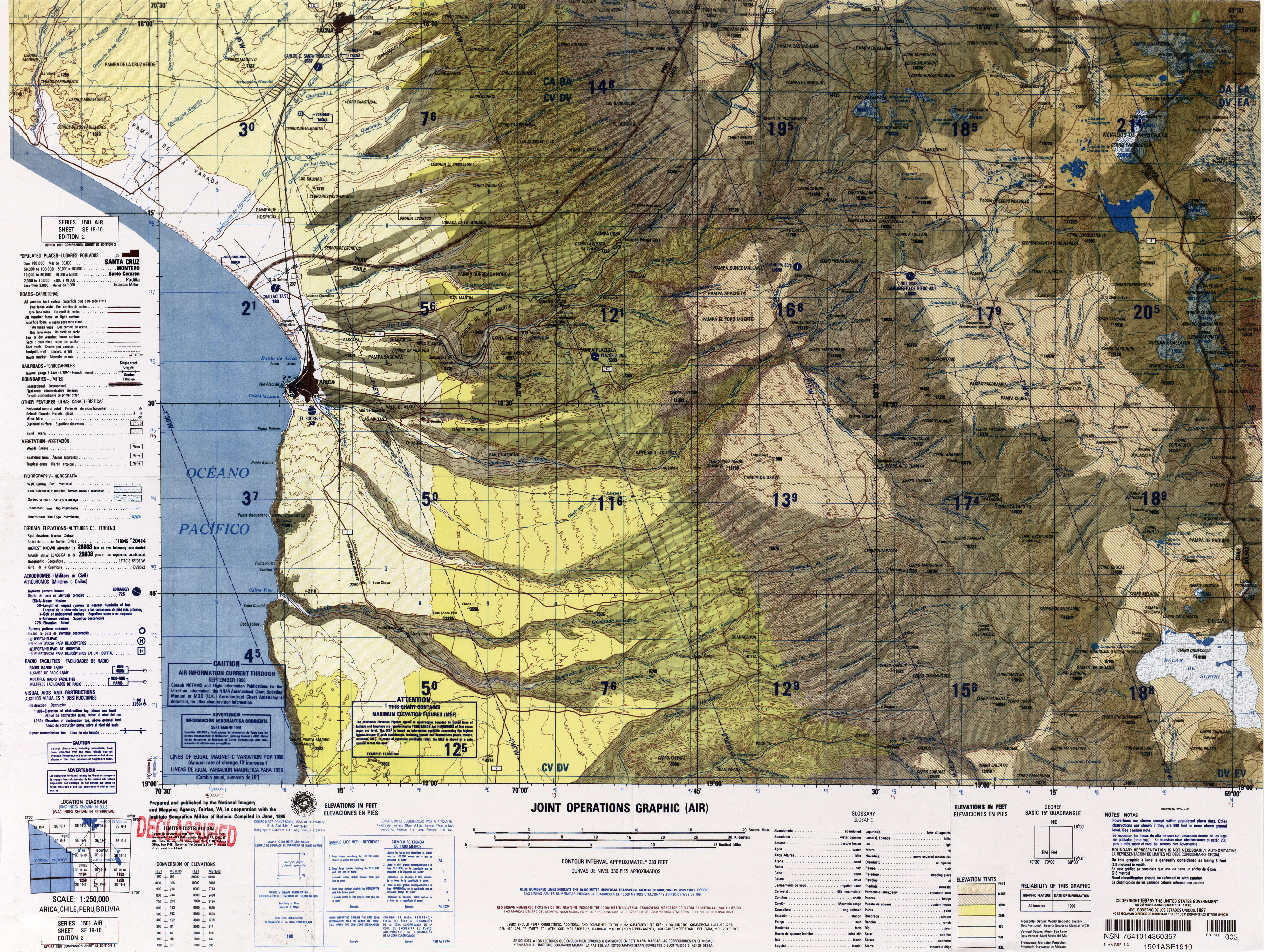

拉拉姆卡瓦山（Laram Q'awa），是玻利維亞的山峰，位於拉巴斯省，毗鄰與智利接壤的邊境，處於昆圖里里山和帕蒂利亞帕塔火山西北面，海拔高度約5,525米。